# Makilingia surigaoensis
Makilingia surigaoensis är en insektsart som beskrevs av Baker 1924. Makilingia surigaoensis ingår i släktet Makilingia och familjen dvärgstritar. Inga underarter finns listade i Catalogue of Life.